# كي سوسايتي
كي سوسايتي. هي منظمة أيكيدو أسسها كويتشي توهي في عام 1971، حين كان رئيس المدربين في الأيكيكاي هومبو دوجو. الاسم الياباني الرسمي للمنظمة هو شين شين تويتسو أيكيدو كاي، ولكن معروف في البلدان الناطقة باللغة الإنجليزية ب«كي سوسايتي». تأسيسها يعكس الاختلافات توهى مع الأيكيكاي وتركيزها على تطوير مفهوم كي. فن توهى يُدعى شين شين تويتسو-دو، يعني «كيفية تحقيق الانسجام الأصلي للعقل والجسم»، ولكن الانضباط القتالي للفن في الغالب ما يُدعى كي أيكيدو، وخاصة في العالم الغربي.

## روابط خارجية
- (بالإنجليزية) Official Ki Society Homepage
- (Japanese) Wikipedia article, Shinshin Toitsu Aikido